# Rodolfo Llinás
Rodolfo Llinás Riascos, né à Bogota en Colombie le 16 décembre 1934, est un chercheur en neurosciences colombien.

## Biographie
Rodolfo Llinás Riascos est né à Bogota, en Colombie. Il est le fils de Jorge Enrique Llinas (chirurgien d'origine espagnole, dont la famille est arrivée en Colombie à la fin du 19e siècle) et de Bertha Riascos. C'est dans sa ville natale que Llinás commence ses études de médecine, où il obtient son diplôme à l'Université pontificale Javeriana, en 1959. Mais c'est à Canberra, en Australie, qu'il obtient son diplôme en neurosciences en 1965, et aux États-Unis qu'il continue sa carrière de chercheur, tout d'abord à l’école de médecine de Harvard, puis à l'université du Minnesota. Depuis 1976, il est professeur et président du département de physiologie et de biophysique de l’école de médecine de l'université de New York.
Il a consacré sa vie à la compréhension du fonctionnement du cerveau. Il s'est tout d'abord intéressé au fonctionnement des neurones simples, puis progressivement, il est passé à l'étude des assemblées cellulaires. Il s'intéresse maintenant au fonctionnement global du cerveau en étudiant les mécanismes de la conscience et la manière dont le cerveau simule la réalité qui nous entoure. En particulier, il a étudié le mécanisme de " liaison des sensations ", grâce auquel le cerveau est capable de produire une seule image consciente à partir des sensations qui lui parviennent séparément. Ce mécanisme est expliqué dans l'exposé Le film de la conscience.
Philosophe autant que scientifique, Rodolfo Llinás a aussi écrit un livre en collaboration avec la philosophe canadienne Patricia Churchland.
Il est élu associé étranger le 29 avril 2002 de l'Académie des sciences de l'Institut de France.

## Docteur honoris causa
- 1985 : université de Salamanque, Espagne
- 1993 : université de Barcelone, Espagne
- 1994 : université nationale de la Colombie, Bogotá, Colombie
- 1997 : université Complutense de Madrid, Espagne
- 1998 : université des Andes, Bogota, Colombie
- 2005 : université de Toyama, Toyama, Japon
- 2006 : université de Pavie, Pavie, Italie[pas clair]

## Publications
- Hubbard, J.I., Llinas, R. and Quastel, D.M.J.  Electrophysiological Analysis of Synaptic Transmission.  London: Edward Arnold Publishers 1969.
- Llinas, R.   Editor.  Neurobiology of Cerebellar Evolution and Development. (Chicago: Am. Med. Association, 1969)
- Llinas, R. I of the Vortex: From Neurons to Self (MIT Press, Cambridge, MA. 2001).  (ISBN 0262621630)
- Llinas, Rodolfo, R. The Squid Giant Synapse : A Model for Chemical Transmission Oxford University Press, USA (December 15, 1999)  (ISBN 0195116526)
- Rodolfo R. Llinás and Patricia Smith Churchland, Mind-Brain Continuum: Sensory Processes The MIT Press (September 9, 1996)  (ISBN 0262121980)
- Taketoshi Ono, Gen Matsumoto, Rodolfo R. Llinas, Alain Berthoz, Ralph Norgren, Hisao Nishijo, Ryoi Tamura (editors) Cognition and Emotion in the Brain: Selected Topics of the International Symposium on Limbic and Association Cortical Systems, Toyama, Japan 7-12 October 2002 (International Congress Series) Jai Pr; Bk&CD-Rom édition (December 2003)  (ISBN 0444512446)